# Rhinocypha hageni
Rhinocypha hageni – gatunek ważki z rodziny Chlorocyphidae. Występuje endemicznie na Filipinach.